# Die Lösung
Die Lösung ist ein Gedicht des deutschen Dichters und Dramatikers Bertolt Brecht. Es ist Bestandteil der Sammlung Buckower Elegien.

## Inhalt
Das Gedicht nimmt Bezug auf den Aufstand des 17. Juni in der DDR und berichtet von Flugblättern, die anschließend in der Stalinallee in Ost-Berlin verteilt worden seien. Diese erhoben die Forderung, die Bevölkerung müsse ihre Arbeit verdoppeln, um das Vertrauen der Regierung zurückzugewinnen. Daraufhin stellt das Gedicht die Frage, ob es nicht einfacher wäre, die Regierung löse das Volk auf und wähle sich ein neues.

## Hintergrund
Am 17. Juni 1953 wurden in der DDR Arbeiterproteste, die sich zunächst gegen Normerhöhungen gerichtet hatten, unter Beteiligung sowjetischer Truppen gewaltsam niedergeschlagen. Brecht bekundete in einem kurzen, aus drei Sätzen bestehenden Brief an Walter Ulbricht seine Verbundenheit mit der SED. Beim Abdruck des Briefes im Neuen Deutschland vom 21. Juni 1953 ließ man den folgenden Satz entfallen:
„Die große Aussprache mit den Massen über das Tempo des sozialistischen Aufbaus wird zu einer Sichtung und zu einer Sicherung der sozialistischen Errungenschaften führen.“

## Entstehung
Am 20. Juni 1953 erschien im Neuen Deutschland ein auch als Flugblatt verbreiteter Kommentar
des Sekretärs des Schriftstellerverbandes, Kurt Barthel (Autorenkürzel:Kuba), zum Aufstand der Bauarbeiter vom 17. Juni mit den Sätzen: „Schämt ihr euch auch so, wie ich mich schäme? Da werdet ihr sehr viel und sehr gut mauern und künftig sehr klug handeln müssen, ehe euch diese Schmach vergessen wird.....Zerstörte Häuser reparieren, das ist leicht. Zerstörtes Vertrauen wieder aufrichten ist sehr, sehr schwer.“
Hierauf reagierte Brecht noch im Sommer 1953 mit seinem im Sommerhaus in Buckow verfassten Gedicht Die Lösung; er reflektierte mit Mitteln der Lyrik über die Ereignisse des 17. Juni 1953. Die Überlegung, „die Regierung solle sich ein neues Volk wählen“, hatte Brecht bereits in den 1930er Jahren in seinem Fragment gebliebenen Tui-Roman thematisiert.

## Veröffentlichung
Von den Buckower Elegien veröffentlichte Brecht zu Lebzeiten nur sechs; Die Lösung war nicht darunter. Das Gedicht wurde zuerst in der Zeitung Die Welt gedruckt (1959), dann in den ersten Buchausgaben der Buckower Elegien, die 1964 in Frankfurt am Main erschienen. "Die Lösung" fand zu Lebzeiten Brechts keine Veröffentlichung. Helene Weigel setzte nach hartnäckigem Insistieren im Jahr 1969 dessen Aufnahme in die Gedichte Ausgabe im Aufbau-Verlag durch.